# Kvalsundfæringen
Kvalsundfæringen (Kvalsund 1) er en robåd af færingtype, der blev fundet i 1920. Båden er dateret til ca. år 690 e.Kr. (+/- 70 år).
Kvalsundfæringen blev fundet i en mose på gården Kvalsund i Herøy kommune i Møre og Romsdal sammen med Kvalsundskibet.
Kvalsundfæringen er 9,55 m lang og 1,5 m bred. Den var bygget af tynde egeplanker med mindre dele af fyr. Den havde to årepar til åregafler. Stævnene var høje og spidse.
|  | Denne artikel kan blive bedre, hvis der indsættes geografiske koordinater Denne artikel omhandler et emne, som har en geografisk lokation. Du kan hjælpe ved at indsætte koordinater i wikidata. |